# 江南安徽等处承宣布政使司
江南安徽等处承宣布政使司，简称安徽布政使司，是中国清朝在其安徽省設立的承宣布政使司，領今安徽省大部分地區（今江苏盱眙、泗洪、江西婺源、湖北英山属于安徽，萧县砀山属于江苏）。
明代其地屬南京直隸地區（南直隸）。清初屬江南省（江南布政使司），隸屬於兩江總督、江寧巡撫。顺治二年（1645年），置凤阳巡抚及安庐池太巡抚，兼理操江军务，属于淮阳总督。六年（1649年），罢凤阳巡抚、安庐池太巡抚。十八年（1661年），设江南左、右布政使，以左布政辖安庆府、徽州府、宁国府、池州府、太平府、庐州府、凤阳府、淮安府、扬州府九府，和徐州、滁州、和州、广德州四直隶州，驻江宁府。
康熙元年（1662年），始分建安徽为省治，置安徽巡抚，驻安庆。三年（1664年），江南分一按察使来治安徽。五年（1666年），割扬州府、淮安府、徐州改隶江宁右布政。六年（1667年），以江南右布政使司為江蘇布政使司，駐蘇州府；以江南左布政使司為江南安徽等处承宣布政使司。
雍正元年（1723年），以两江总督统治安徽、江苏、江西三省。二年（1724年），升凤阳府属的颍州、亳州、泗州三州，庐州府属的六安州，为直隶州。十三年（1735年），颍州升为颍州府，亳州降属颍州府。乾隆二十五年（1750年），安徽布政使也从江宁来驻安庆。当时安徽东至江苏溧水；西至湖北麻城；南至江西彭泽、浙江遂安；北至河南鹿邑。广七百三十五里，袤六百六十六里。宣统三年（1911年），3142184编户，16220952口。领八府，五直隶州，四属州，五十一县。